# Weedon
Weedon – wieś i civil parish w Anglii, w Buckinghamshire, w dystrykcie (unitary authority) Buckinghamshire. W 2011 roku civil parish liczyła 275 mieszkańców.